# Stephen Timms
Stephen Creswell Timms (ur. 29 lipca 1955 w Oldham w Lancashire) – brytyjski polityk i członek Partii Pracy. Naczelny sekretarz skarbu w trzecim gabinecie Tony’ego Blaira.
Wykształcenie odebrał w Farnborough Grammar School. Następnie studiował matematykę w Emmanuel College na Uniwersytecie w Cambridge. Po studiach przez 15 lat pracował w branży telekomunikacyjnej, najpierw dla firmy Logica, następnie dla Ovum, gdzie odpowiadał za pisanie raportów na temat przyszłości telekomunikacji. W 1984 r. został wybrany do rady Newham. W latach 1990–1994 był jej przewodniczącym. W 1994 r. został wybrany do Izby Gmin z okręgu Newham North East. Po jego likwidacji w 1997 r. reprezentuje okręg East Ham.
Od maja 1997 do marca 1998 r. pełnił funkcję parlamentarnego prywatnego sekretarza Andrew Smitha, na od marca do lipca 1998 r. Mo Mowlam. W 1998 r. został parlamentarnym podsekretarzem stanu w departamencie zabezpieczenia socjalnego. Rok później otrzymał w tym ministerstwie rangę ministra stanu. W latach 1999–2001 i 2004–2005 był finansowym sekretarzem skarbu. W 2002 r. został ministrem stanu odpowiedzialnym za handel internetowy i konkurencyjność w departamencie handlu i przemysłu. W 2003 r. jego zakres odpowiedzialności zmieniono na energię, handel internetowy i służby pocztowe. Następnie został ministrem stanu ds. standardów szkolnych w resorcie edukacji i zdolności. W latach 2005–2006 był ministrem stanu ds. emerytur w departamencie pracy i emerytur.
W maju 2006 r. został członkiem gabinetu jako naczelny sekretarz skarbu. Na tym stanowisku pozostał do czerwca 2007 r. Nowy premier, Gordon Brown, powierzył mu stanowisko ministra stanu ds. konkurencyjności w nowo utworzonym ministerstwie biznesu, przedsiębiorstw i reformy regulacyjnej. W styczniu 2008 r. Timms został ministrem stanu ds. zatrudnienia i reform sojcalnych, a w październiku przeniesiono go na stanowisko finansowego sekretarza skarbu. Stanowisko to utracił po wyborczej porażce laburzystów w 2010 r.
Timms jest żonaty od 1986. Od 1979 mieszka w East London Borough of Newham.
14 maja 2010 został ugodzony nożem w swoim okręgu wyborczym. Jego życiu nie zagraża niebezpieczeństwo.